# It’s You, It’s Me
It's You, It's Me — дебютный студийный альбом DJ Kaskade, выпущен 18 марта 2003 года на лейбле Om Records.

## Реакция критики
Рецензент сайта AllMusic Кингсли Маршалл дал пластинке оценку в 4 балла из 5, отметив треки «What I Say» и «Get Busy», хотя и заметил, что на пластинке есть и другие хорошие песни.

## Список композиций
1. «Meditation to the Groove» — 6:58
2. «I Feel Like» — 5:48
3. «What I Say (Soft Shuffle Mix)» — 4:57
4. «This Rhythm» — 4:34
5. «Mak Mop» — 1:17
6. «Seeing Julie» — 4:40
7. «It's You, It's Me» — 4:55 (вокал — Жослин Пэтти, англ. Joslyn Petty)
8. «Get Busy» — 4:13
9. «Tonight» — 5:34
10. «Charlie's Plight» — 3:55
11. «My Time» — 4:55
12. «Call Me Wise» — 5:31
13. «Close» — 5:39